# Ger van den Brink
Ger van den Brink (Den Haag, 14 maart 1960 – Rotterdam, 22 december 2012) was een Nederlands radiodiskjockey.

## Loopbaan
Van den Brink doorliep het vwo en werkte vervolgens als chauffeur.  Hij werkte in zijn vrije tijd als diskjockey en vervulde zijn dienstplicht bij de marechaussee. In 1979 begon hij zijn radioloopbaan bij Radio City Internationaal en zijn eigen station Radio Batavia; hij gebruikte toen het pseudoniem Ger de Goede en werkte daarnaast voor de zender Centraal. 
In de jaren negentig van de 20e eeuw was Van den Brink actief bij Radio 10 Gold, waar hij een nachtprogramma presenteerde en van maart 2008 tot eind 2012 was hij te beluisteren bij Radio West en Den Haag FM. Op 17 mei 2010 voerde hij samen met Justin Verkijk actie voor het behoud van Den Haag FM, dat met een faillissement bedreigd werd en lag hij samen met Verkijk voor het stadhuis in Den Haag. Sinds mei 2012 presenteerde Van den Brink het programma de Haagse Hitvijver. Daarnaast was hij actief als presentator bij feesten en partijen.
Van den Brink overleed in de leeftijd van 52 jaar aan complicaties, gevolgd door een hartstilstand, na in het Erasmus Medisch Centrum te zijn opgenomen met gewrichtsklachten.